# Mario Donadoni
Mario Donadoni (Bergamo, 19 novembre 1979) è un ex calciatore italiano, di ruolo difensore centrale.

## Carriera
Inizia nel 1997 nell'Alzano Virescit. La stagione successiva passa al Tempio in Serie C2. Sempre nel 2000 gioca ancora in Serie C2 con il Rimini. Dal 2002 al 2004 veste invece le maglie di Matera e Palazzolo. Nel gennaio 2004 passa alla Cremonese con la quale in due stagioni ottiene una doppia promozione dalla Serie C2 alla Serie B. La stagione successiva è ancora in Serie B con la maglia dell'AlbinoLeffe mentre dal 2007 al 2010 gioca per il Padova. Rimasto senza contratto nel marzo 2010 si accasa al Siracusa in Seconda Divisione. 
Nella stagione 2010-2011 firma per i rumeni del Targu Mureș squadra neo promossa nella massima serie rumena: debutta il 30 agosto nella partita Gloria Bistrița-FCM Targu Mureș 3-1.
Conclude la carriera professionistica nel 2013.

## Palmarès

### Club

#### Competizioni nazionali
- Coppa Italia Serie C: 1

Alzano Virescit: 1997-1998
- Campionato italiano Serie C1: 2

Alzano Virescit: 1998-1999
Cremonese: 2004-2005